# 金栄泰
金 栄泰（キム・ヨンテ、朝鮮語: 김영태/金榮泰、1936年11月22日 - 2007年7月12日）は、大韓民国の詩人。舞踊の評論家。

## 生涯
日本統治時代のソウルで生まれた。景福高等学校を経て弘益大学校洋画科卒業。1959年、『思想界』に詩『試練のリンゴの木』『雪景色』『花の種を貰っておく』が推薦され文壇に登場し、計18冊の詩集を出版した。 
1966年から自由劇場で同人活動し、1969年からは舞踊の評論を寄稿した。1976年からは音楽ペンクラブで同人活動しし、1971年以降、7回の個展を開き、現代文学賞、詩人協会賞、ソウル文化芸術評論賞（舞踊）、虛行抄賞（舞踊評論賞）、現代舞踊振興会ダンスハートアワードなどを受賞した。
2005年12月より癌と闘病していたが71歳で死去した。

## 著書
- 詩集 ≪유태인(猶太人)이 사는 마을의 겨울≫(中央文化社、1965)
- 詩集 ≪바람이 센 날의 인상(印象)≫(現代文学社、1970)
- 詩集 ≪초개수첩(草芥手帖)≫(現代文学社、1975)
- 詩集 ≪객초(客草)≫(文芸批評社、1978)
- 詩集 ≪북(北)호텔≫(民音社、1979)
- 詩集 ≪여울목 비오리≫(文学と知性社、1981)
- 詩集 ≪어름사니의 보행(步行)≫(知識産業社、1984)
- 詩集 ≪결혼식과 장례식≫(文学と知性社、1986)
- 詩集 ≪느리고 무겁게 그리고 우울하게≫(民音社、1989)
- 詩集 ≪매혹≫(チョンア、1989)
- 詩集 ≪남몰래 흐르는 눈물≫(文学と知性社、1995)
- 詩集 ≪고래는 명상가≫(民音社、1993)
- 詩集 ≪그늘 반근≫(文学と知性社、2000)
- 詩集 ≪누군가 다녀갔듯이≫(文学と知性社、 2005)